# Хорольський молококонсервний комбінат дитячих продуктів
ТОВ  «Хорольський завод дитячих продуктів харчування» — єдине підприємство-виробник дитячого і спеціального харчування в Україні, що спеціалізується на виробництві продукції, у першу чергу для малюків від перших днів життя. Розташований у місті Хорол Полтавської області.

## Особливості підприємства
Серед головних особливостей підприємства перше місце посідає використання свіжого молока та інших складових, вирощених у спеціальних сировинних зонах, завдяки чому максимально збережено біологічну цінність продуктів.
Усі представники лінійки сумішей заводу додатково збагачено необхідними вітамінами, мікро-і макроелементами та біологічно-цінними компонентами. Згідно Закону України «Про дитяче харчування» [Архівовано 17 грудня 2016 у Wayback Machine.] у продукції Хорольського заводу відсутні штучні ароматизатори, барвники, консерванти, пестициди, солі важких металів, радіонукліди, стабілізатори, підсилювачі смаку та аромату, пальмовий стеарин, продукти гідрогенізації олій (маргарину, спреду), бавовняної олії та олії з кунжуту, суміші спецій та прянощів, до складу яких входять незареєстровані або заборонені до використання у виробництві дитячого харчування харчові добавки та інші шкідливі речовини.
Досконала якість та безпечність продукції підтверджено сертифікатами Міжнародної системи управління безпечністю та якістю харчових продуктів — НАССР (ДСТУ ISO 22000) та ISO (ДСТУ ISO 9001).

## Історія підприємства

### Від ідеї заснування до останньої цеглини (1965—1972)

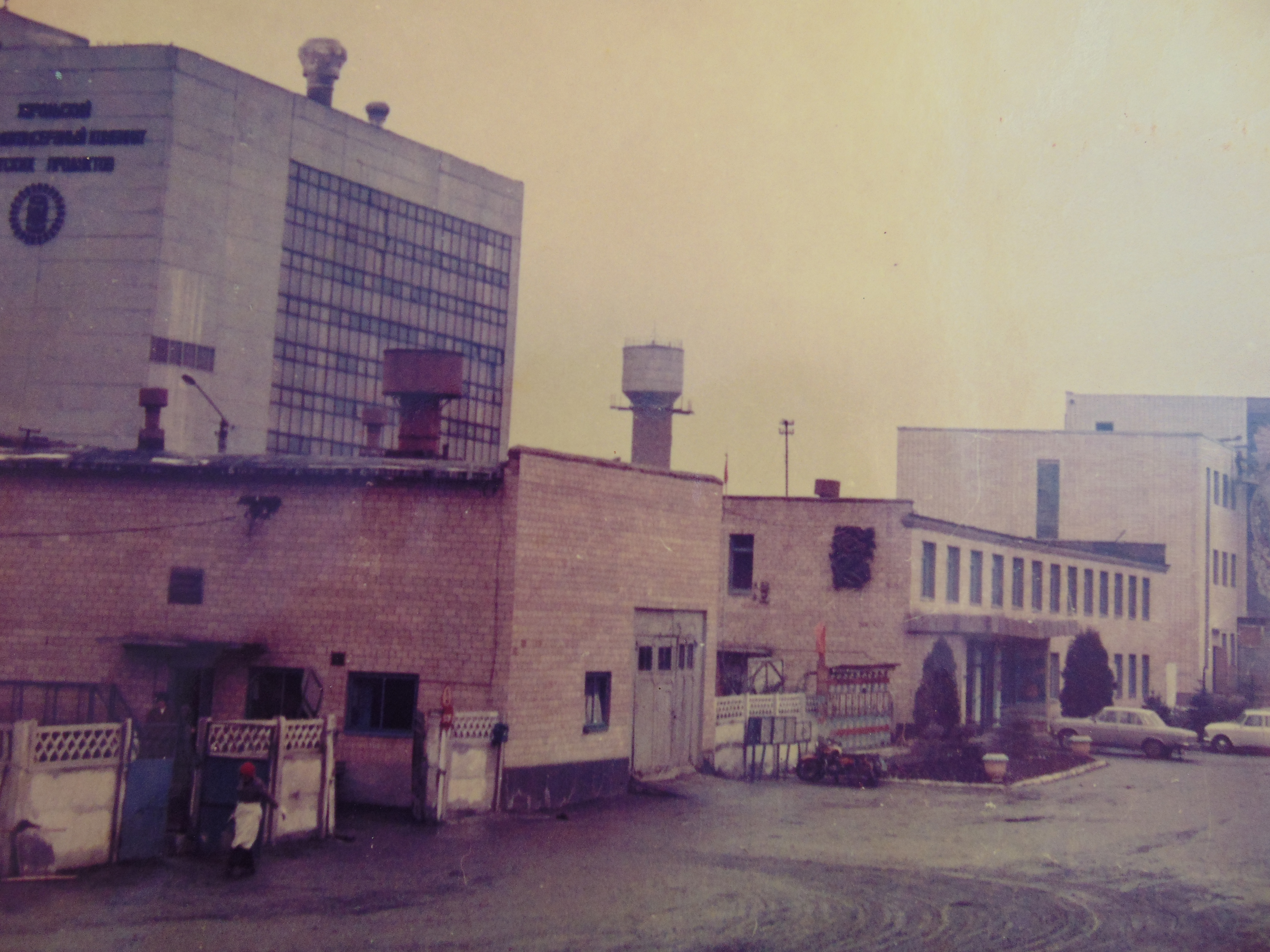
Панорамний вид на комбінат 80-ті роки

За рішенням уряду колишнього СРСР, відповідно до постанови Ради Міністрів СРСР № 776 «Про заходи по дальшому збільшенню промислового виробництва продуктів дитячого харчування», у місті Хорол Полтавської області розпочато будівництво спеціалізованого заводу по виробництву дитячого харчування.
Вибір саме Полтавської області зумовлений вигідним стратегічним розташуванням регіону і тим, що на той час він був найрозвинутішим у сільськогосподарському відношенні. На родючих чорноземах створена добра кормова база для молочного тваринництва. Також приділялась увага межуванню з трасою союзного значення: Київ — Харків — Довжанський — Ростов-на-Дону та залізничною гілкою Південної залізниці.
У червні 1972 року будівництво «Хорольського заводу по виробництву сухих молочних продуктів дитячого харчування» потужністю 100 тонн переробки молока в зміну закінчено. Встановлене обладнання дозволило організувати виробництво продукції на високому рівні механізації та автоматизації. Забезпечити закритий ізольований від зовнішнього середовища технологічний процес по виробництву продуктів дитячого харчування. Згідно з Наказом Міністерства м'ясної та молочної промисловості СРСР № 278 «Хорольський завод по виробництву сухих молочних продуктів дитячого харчування» було перейменовано в «Хорольський молококонсервний комбінат дитячих продуктів».

### Закріплення сировинних зон та збільшення потужності (1973—1986)

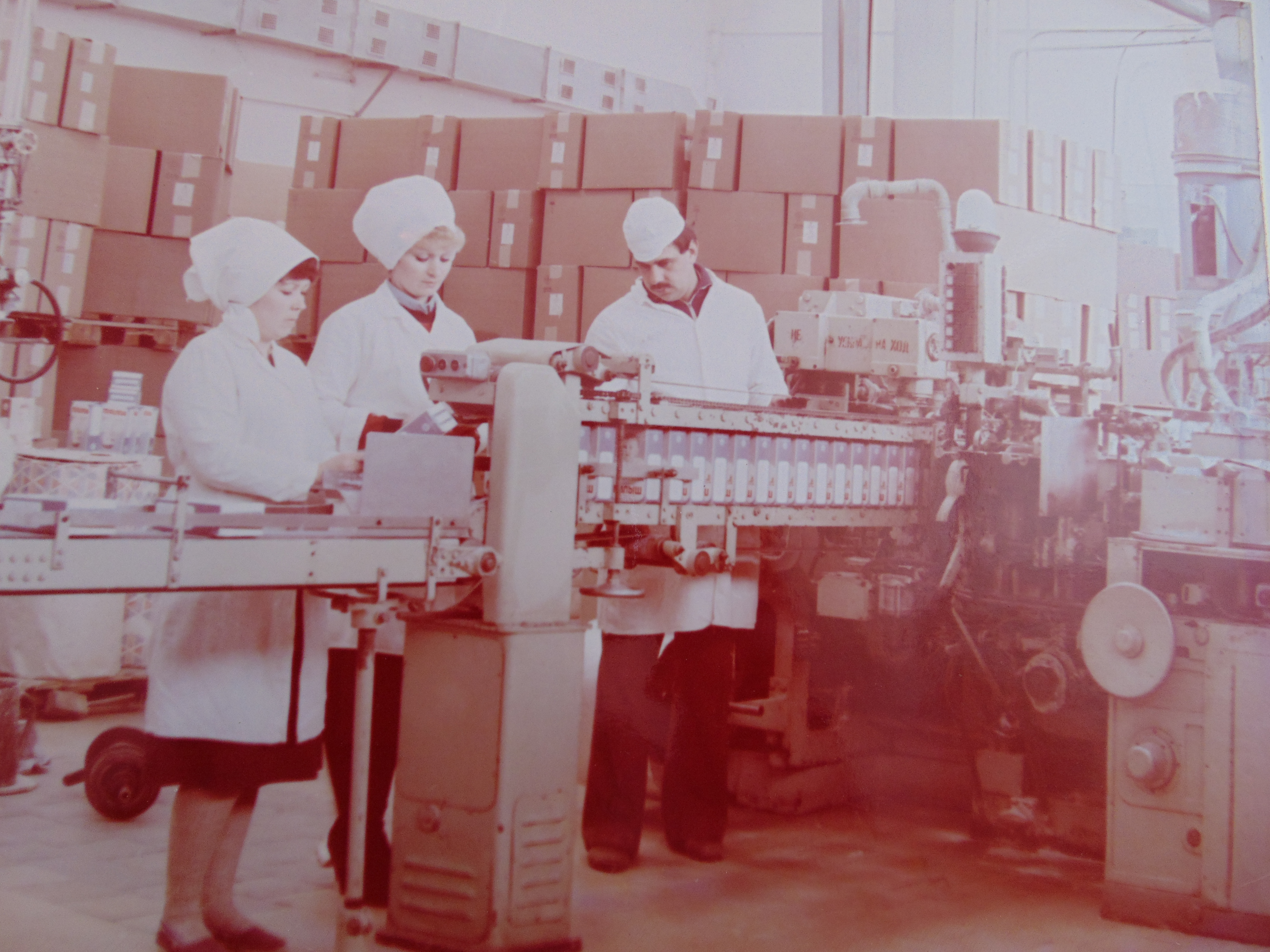
Процес виробництва сухих молочних сумішей для харчування немовлят на Хорольському молококомбінаті

Для забезпечення виробництва сировиною за підприємством закріплюється сировинна зона із 3-х адміністративних районів Полтавської області: Хорольського, Семенівського, Оржицького.
У жовтні 1974 року на запрошення Міністра м'ясної та молочної промисловості директором призначено Миколу Протасовича Гавриленкова, який до цього обіймав посаду головного інженера у Волковийському молококонсервному комбінаті дитячих продуктів Гродненської області в Білорусі.
За погодженням з Міністерством охорони здоров'я, виробництво дитячих продуктів розпочато з двох видів: «Малютка» для дітей з перших днів життя до 2-х місяців та «Малиш» з вівсяним, гречаним та рисовим борошном для дітей від 2-х місяців до року.
Освоєння потужності 16 тонн дитячих продуктів за заміну при режимному часі роботи призвело до встановлення додаткового технологічного обладнання (1975 рік). Упроваджені лінії екструзійної сушки борошна за новою технологією, замість морально та фізично зношеної вальцевої сушарки. Побудовано та запущено в експлуатацію повітряну компресорну, що дозволило забезпечити стиснутим повітрям пневматичні прилади та засоби автоматики.
Присвоєння Хорольському молококонсервному комбінату дитячих продуктів імені XXVI з'їзду КПРС.

### Перехід комбінату у юрисдикцію України. Розширення асортименту (1989—2005)

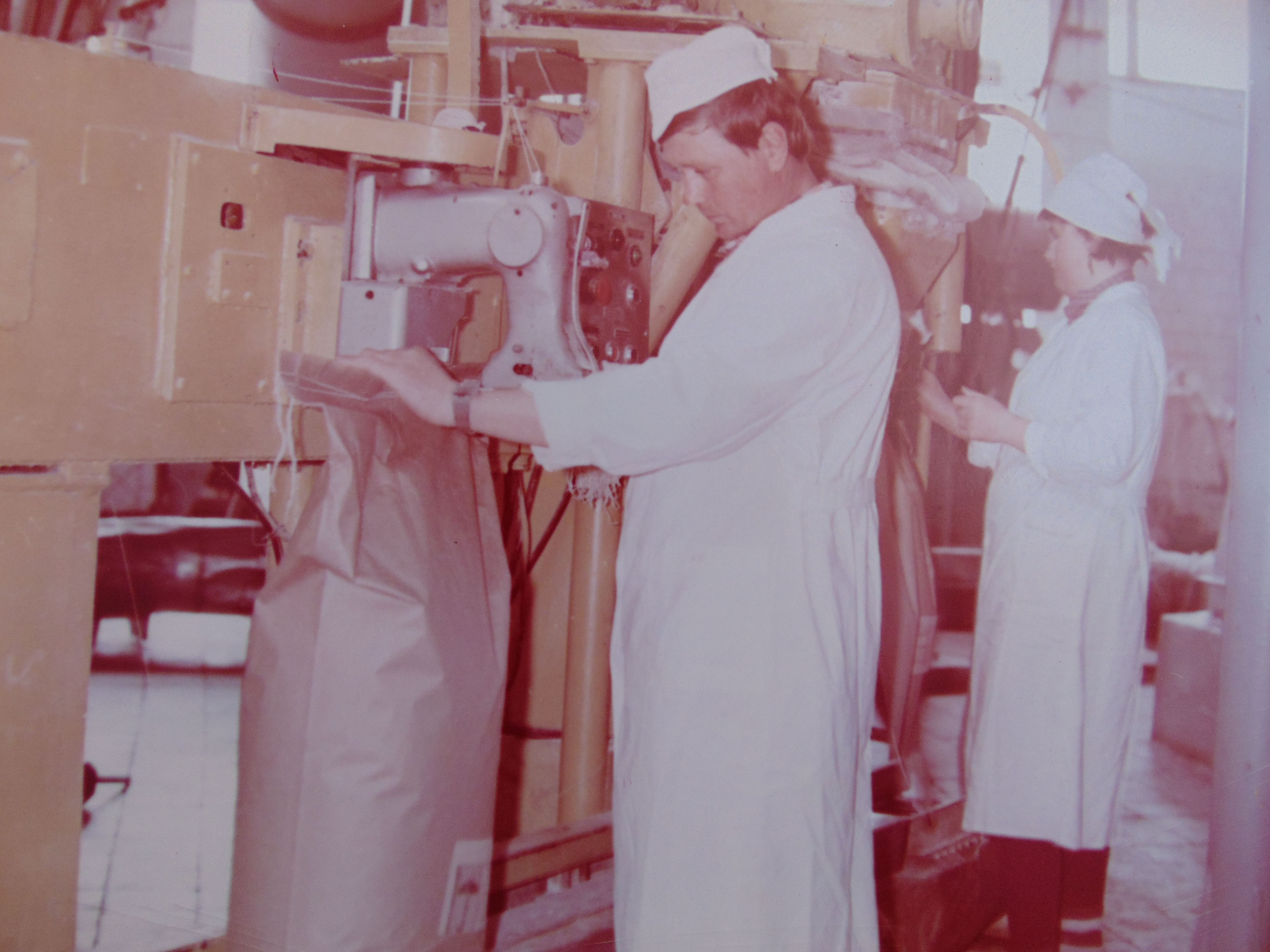
За рахунок вироблення замінника незбираного молока значно знизилися транспортні витрати в колгоспах і радгоспах. В господарствах звільнилось близько 60 автотранспортних одиниць з обслуговчим персоналом 70 чоловік, котрі стали в пригоді на інших сільськогосподарських роботах

У 1989—1990 роки суттєво покращити роботу виробництва дозволили нова вакуум-випарна установка продуктивністю 16 000 кг випареної вологи на годину та фасувальний автомат фірми Bosh. Завдяки цьому у 1990 році було досягнуто найбільшого обсягу виробництва дитячих продуктів за рік — 14 067 тонн, для порівняння: 1976 р. — 4967 тонн; 2009 р. — 2587 тонн. Підприємство забезпечує сухими молочними дитячими продуктами дітей раннього віку в Україні (близько 55 % всього обсягу) та дев'яти союзних республіках колишнього Радянського Союзу.

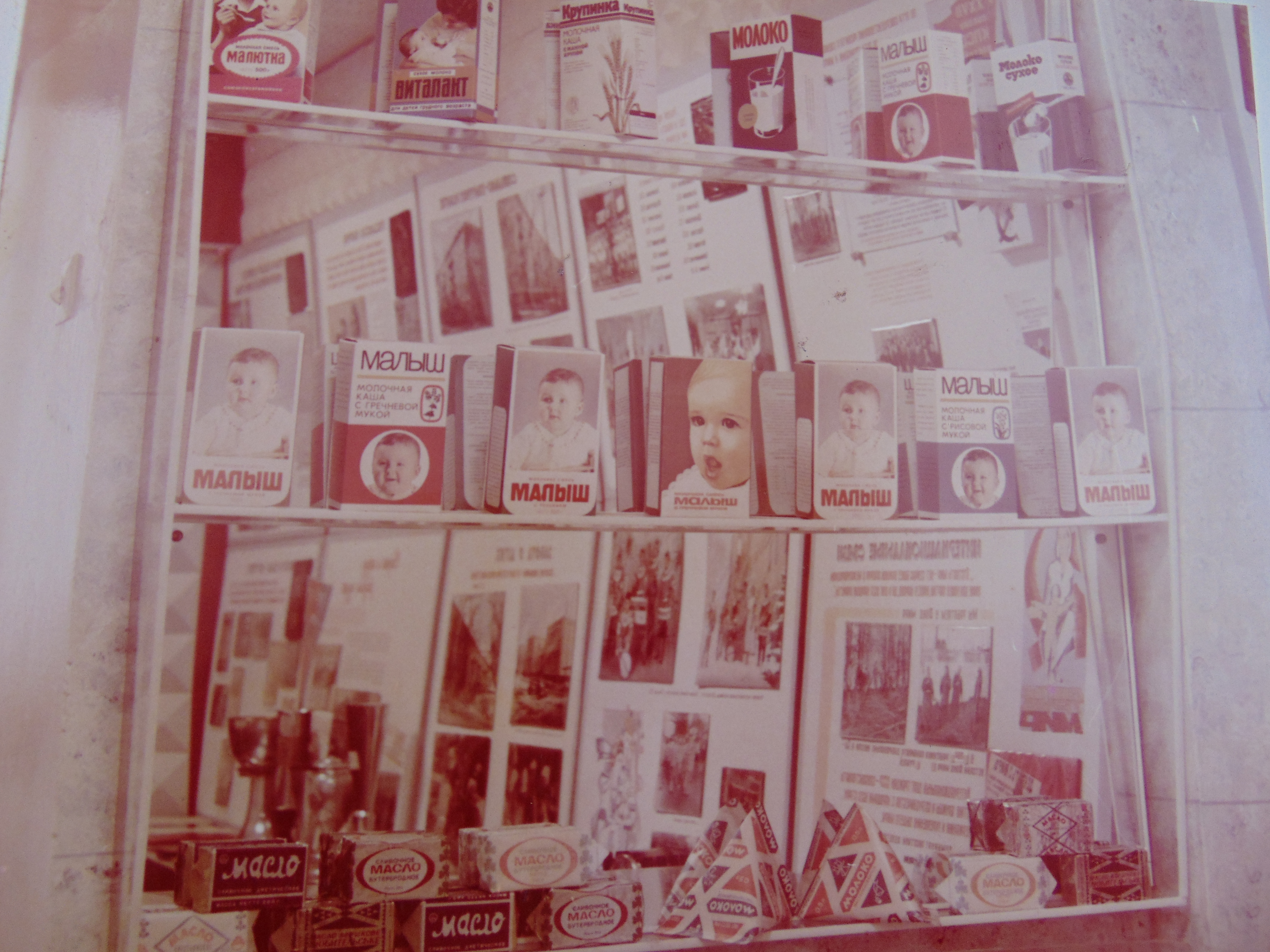
Асортимент продукції Хорольського мококонсервного комбінату дитячих продуктів

1991 рік увійшов в історію комбінату як рік переходу у юрисдикцію України та виходу зі складу «Союзконсервмолоко».
Наступного року спостерігається зниження споживання дитячих продуктів в Україні та відсутність експорту у зв'язку з розпадом Радянського Союзу. З метою привертання уваги держави до цієї галузі та задля отримання підтримки, на громадських засадах створюється Асоціація підприємств України (чотири компанії), які випускають і планують випускати дитячі продукти. В цей же час освоюється виробництво сухохо морозива та цукрового печива для дітей дошкільного і шкільного віку. Таким чином вирішується проблема зайнятості та забезпечуються надходження додаткової виручки.
У період з 1993 по 1996 роки проходить приватизація підприємства, оцінка цілісного майнового комплексу, процес продажу акцій, які ввійшли до державної частки.
ВАТ «Хорольський молококонсервний комбінат дитячих продуктів» отримує документ про те, що державної частки у статутному капіталі не залишилося.

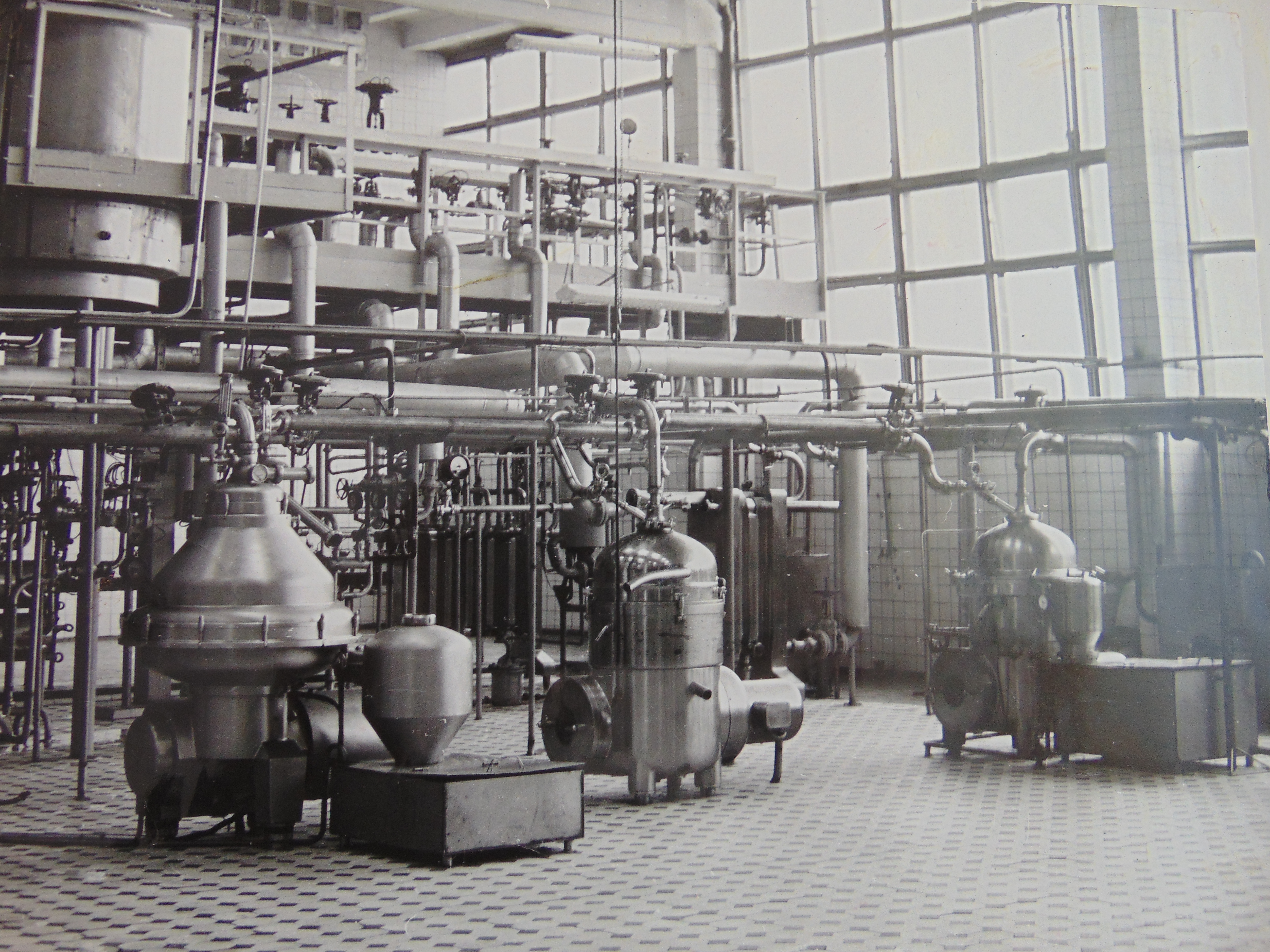
Апаратне відділення конвервного цеху. ПАТ ХМКК ДП. 90-ті роки.

У 2000 році розпочато виробництво продуктів для вагітних жінок, які годують немовлят: «Фемілак — 1», «Фемілак — 2», «Фемілак 2 плюс». Ці продукти забезпечували повноцінне харчування майбутніх матерів і підтримували їх лактаційні можливості після народження дитини для її природного годування. У 2002—2003 роках виготовляється молоко сухе незбиране з вітаміном С для різновікових категорій населення. Освоюється виробництво спеціалізованих продуктів на замовлення МОЗ України.
2004 рік приніс голові правління М. П. Гавриленкову звання «Герой України». Він нагороджується державним орденом за визначний особистий внесок у становлення і розвиток індустрії дитячого харчування в Україні, виробництво високоякісної продукції.
З 20 січня по 1 травня 2005 року проводиться оновлення виробничого обладнання комбінату. Встановлюється конструктивно нова сушильна башта, інстантайзер, циклони, вентилятори. Уже в травні поточного року виробництво дитячих продуктів проходить на повну потужність.

### Упровадження ISO та НАССР. ТОВ «Нутрітек» (2007—2010)
Упроваджена міжнародна система якості продукції ISO — 90000 — 2001 та система безпеки продуктів харчування НАССР, що являє собою інтегровану систему управління безпекою продуктів харчування та є інструментом для безперервного поліпшення якості. Створена власна спеціальна сировинна зона для виробництва екологічно чистого молока з господарств Полтавської області.Глибоко знаючи проблеми розвитку молочної галузі, комбінат звертається з пропозиціями до Міністерства аграрної політики, Кабінету Міністрів України щодо подальшого стимулювання вітчизняного товаровиробника щодо виробництва екологічно чистого молока. У результаті виходить Постанова КМУ про збільшення в декілька разів фінансової допомоги сільськогосподарським товаровиробникам за виробництво молока для виготовлення спеціальних продуктів дитячого харчування. Створено ТОВ «Нутрітек», яке представляє інтереси інвестора в Україні.
У 2008 році Освоєно промислове виробництво швидкорозчинних безмолочних злакових каш «Малишка». З наступного року компанія «Нутрітек Україна» розпочинає та проводить перший етап модернізації виробничих потужностей Хорольського комбінату, що сприяло створенню передумов для переходу в 2009 році до масового виробництва продуктів, які не потребують варіння. Розроблено ряд нових видів дитячих продуктів, у тому числі й таких, що сприяють виведенню радіонуклідів із організму дітей. Реконструкція ключових вузлів виробничого обладнання та технологічних процесів на першому етапі, не змінюючи рецептури, дозволяє налагодити випуск дитячих молочних сумішей «Малютка» та «Малиш» швидкого приготування. Впроваджено комплекс заходів, який охоплює технічне переоснащення, вдосконалення бізнес-процесів і посилення хіміко-мікробіологічного контролю на кожному етапі технологічного процесу.
Проведена масштабна реконструкція, модернізація і технічне переоснащення підприємства — 2010 рік. У червні того ж року Хорольський молококонсервний комбінат очолює Андрій Миколайович Федоткін.

### Нове дихання комбінату (2010—2015)

Сучасний вигляд ТОВ «Хорольський завод дитячих продуктів харчування»

У 2010 році на український ринок продуктів дитячого харчування впевнено вийшла продукція торгової марки «Малютка Premium» і завдяки високим якісним показникам та відповідності найкращим світовим зразкам швидко завоювала довіру українського споживача. Все актуальнішими стають питання підвищення ефективності використання застарілого паливо-використовуючого обладнання з огляду на його моральний і фізичний знос або невідповідність проектів вимогам, які змінилися та реальними умовами експлуатації. Підприємство провело модернізацію існуючого обладнання шляхом заміни окремих проблемних вузлів сучасними пристроями, використовуючи останні досягнення науки і техніки. Проводиться модернізація котлів, котрі працюють на природному газі із застосуванням струменевої технології спалювання газу.

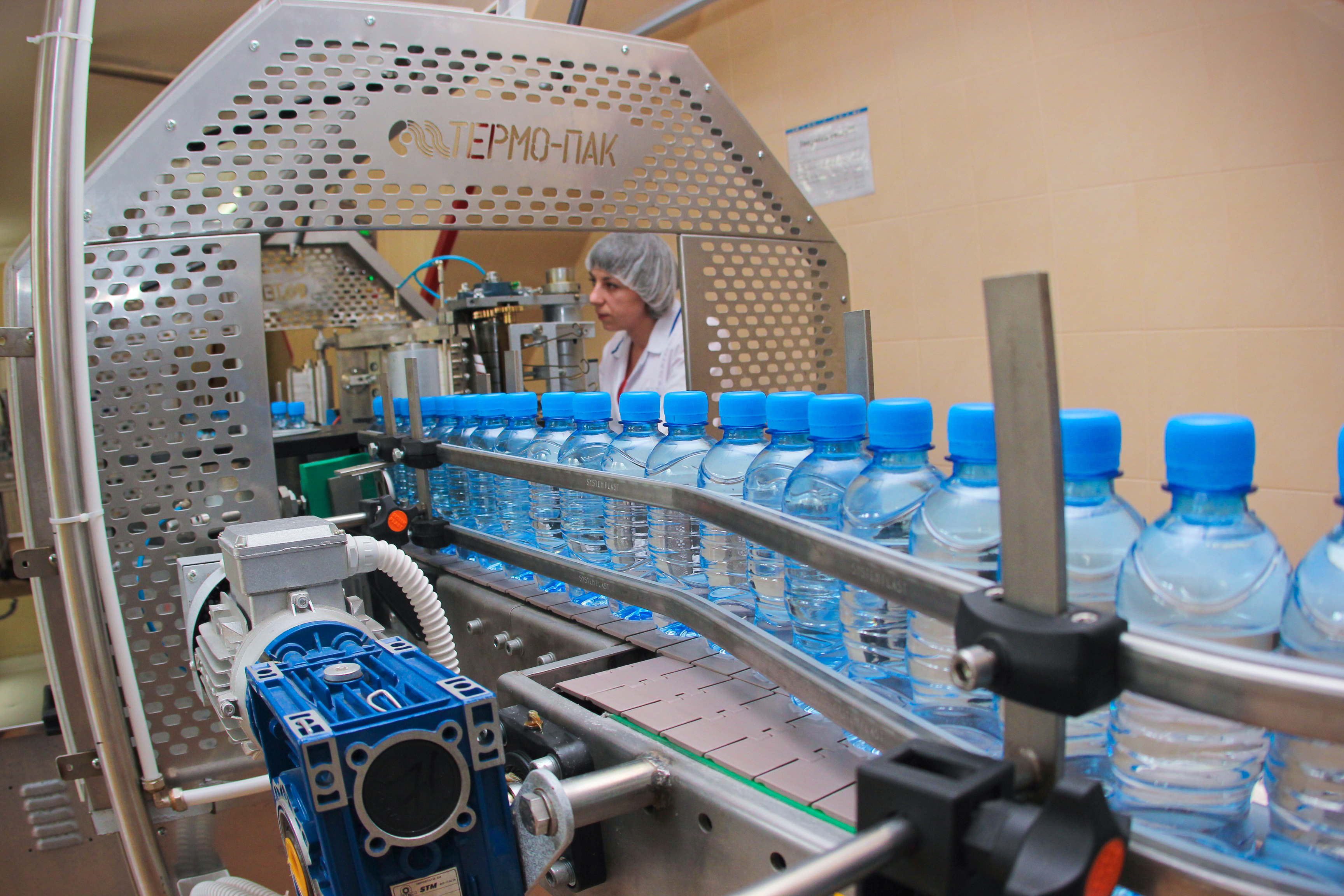
Процес виготовлення негазованої питної води Малиш

На початку 2012 року продукти «Малюка Premium 1» та «Малюка Premium 2» успішно пройшли клінічні випробування і рекомендовані Міністерством охорони здоров'я України до споживання. В травні надійшла до масового виробництва ще одна новинка «Малюка Premium 3».
Завершується другий етап реконструкції та модернізації підприємства. Навесні 2014 року запускається нова лінія виробництва — негазована питна вода «Малиш» призначена для дітей з перших днів життя та рекомендована для постійного вживання. А вже восени на полицях магазинів з'являються три молочно-зернові новинки ТМ «Малютка Premium».

## Продукція

«Малютка premium». Нагорода «100 найкращих товарів України 2013 року»

- Суха молочна суміш «Малютка premium» з пребіотиками та нуклеотидами — забезпечує усі харчові потреби дитини від народження. Суміш вдалось створити завдяки використанню сучасних технологій. Склад її відповідає міжнародним рекомендаціям з розробки рецептури дитячих молочних сумішей та містить комплекс «Еко баланс», який є підтвердженням якості та натуральності продукції, яка відповідає стандартам та сучасним вимогам дитячого харчування.
- Суха молочна суміш «Малиш» — ідеальний продукт для підготовки до введення прикорму. «Малиш» рекомендована для регулярного годування здорових дітей, котрі не наїдаються грудним молоком або звичайними сумішами, погано сплять, часто прокидаються вночі. Також суміш показана тим діткам, які недостатньо набирають вагу. Суміші «Малиш» з додаванням зернових добре поєднуються з молочною сумішшю «Малютка» та грудним молоком.
- Суха молочна суміш «Малютка» (з варкою: з цукром і без цукру; швидкого приготування — без цукру) — для вигодовування дітей з народження. ТМ «Малютка» — адаптовані суміші з перевагою казеїну.
- Суха молочна суміш «Малишка» — каші, виготовлені виключно з екологічно чистої сировини, багаті на білок, кальцій, фосфор, залізо та 12 вітамінів. Мають ніжну консистенцію та легко засвоюються дітьми. Асортимент каш розроблений та спеціально підібраний з урахуванням українських традицій і смакових вподобань дітей. Рецептури молочних каш (рисова, гречана, кукурудзяна, манна, суміш круп та гречано-рисова) і безмолочних каш (рисова, гречана, гречано-рисова, суміш круп)розроблені для харчування дітей з 4-х та 5-ти місячного віку.
- Молоко сухе незбиране з вітаміном «С» для приготування страв прикорму дітям від 4-х місяців.
- Вершкове масло ТМ «Малиш» — харчовий продукт, що отримується шляхом сепарування або збивання вершків, виділених із коров'ячого молока.

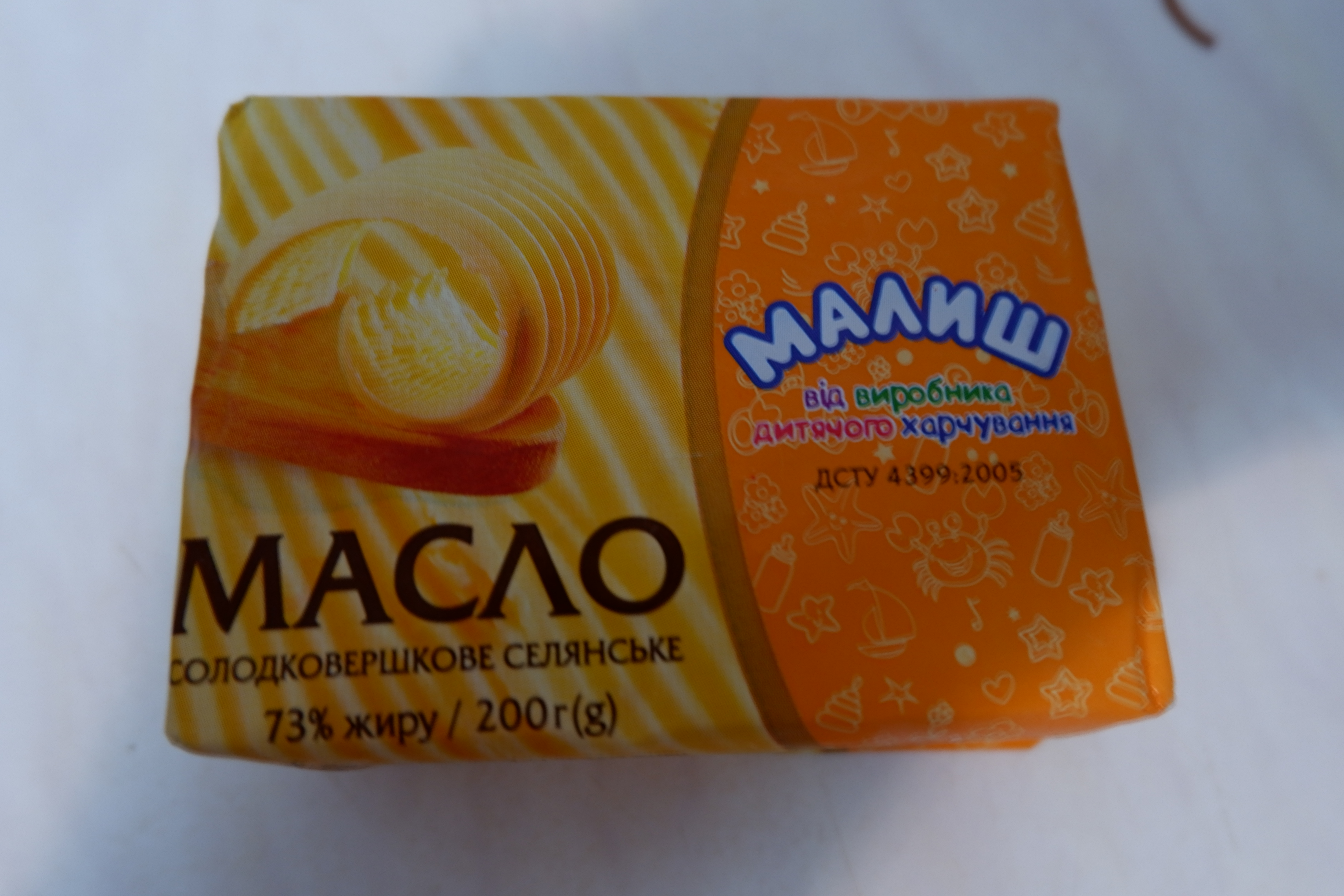
вершкове масло

- Вершкове масло ТМ «Хорол» — харчовий продукт, що отримується шляхом сепарування або збивання вершків, виділених із коров'ячого молока.
- Негазована питна вода «Малиш» — призначена для дітей з перших днів життя та рекомендована для постійного вживання. Ідеально підходить для пиття та приготування всіх видів дитячого харчування (каш, молочних сумішей, розведення чайних напоїв, дитячих соків тощо).